# Élections législatives mauriciennes de 1948
L'élection générale mauricienne de 1948 est une élection se déroulant en août 1948. Elle constitue le premier scrutin de déroulant dans le cadre d'une nouvelle constitution  qui créé alors un conseil législatif à 19 membres élus, 12 membres nommés et 3 membres ex officio. La constitution étend alors le droit de vote à tous les adultes qui peuvent écrire leur nom dans l'une des langues de l'île.
Le parti travailliste mauricien dirigé par Guy Rozemont remporte 11 des 19 sièges élus. Cependant, le gouverneur général Donald Mackenzie-Kennedy (Maurice est alors toujours sous domination britannique) nomme 12 conservateurs au conseil le 23 août. Cela assure la domination des anglophones et des francophones au sein du conseil.

## Scrutin
Les élections se sont déroulées sur deux jours : Port-Louis, Plaines Wilhems et Rivière Noire votent le 9 août 1948. Lee autres secteurs le 10 août 1948.

## Résultats
| District                            | Candidat                                     | Nombre de votes | %    | Notes |
| ----------------------------------- | -------------------------------------------- | --------------- | ---- | ----- |
| Port-Louis                          | Guy Rozemont                                 | 7 257           | 16.4 | élu   |
| Port-Louis                          | Charles Edgard Millien                       | 7 169           | 16.2 | élu   |
| Port-Louis                          | Renganaden Seeneevassen                      | 5 257           | 11.9 | élu   |
| Port-Louis                          | Samuel Benjamin Emile                        | 4 782           | 10.8 | élu   |
| Port-Louis                          | François Gabriel Martial                     | 4 350           | 9.9  |       |
| Port-Louis                          | Abdool Razack Mohamed                        | 4 331           | 9.8  |       |
| Port-Louis                          | Alphonse Gontrand Zamudio                    | 3 275           | 7.4  |       |
| Port-Louis                          | Cassam Mamode Nazroo                         | 2 498           | 5.7  |       |
| Port-Louis                          | Louis François Raynald Moutia                | 2 269           | 5.1  |       |
| Port-Louis                          | Ajum Dahal                                   | 1 992           | 4.5  |       |
| Port-Louis                          | Joseph Marcel Mason                          | 516             | 1.2  |       |
| Port-Louis                          | Louis Frank Noël Nellan                      | 457             | 1.0  |       |
| Plaines Wilhems Rivière Noire       | Jules Marie Joseph Louis Maurice Jean Koenig | 10,129          | 11.4 | élu   |
| Plaines Wilhems Rivière Noire       | Louise Marie Émilienne Rochecouste           | 9 329           | 10.5 | élu   |
| Plaines Wilhems Rivière Noire       | Peter Gérard Raymond Rault                   | 8 195           | 9.3  | élu   |
| Plaines Wilhems Rivière Noire       | Dunputh Luckeenarain                         | 7 988           | 9.0  | élu   |
| Plaines Wilhems Rivière Noire       | Joseph Guy Forget                            | 7 436           | 8.4  | élu   |
| Plaines Wilhems Rivière Noire       | Louis Raoul Rivet                            | 7 119           | 8.0  | élu   |
| Plaines Wilhems Rivière Noire       | Paul Maurice Laurence Nairac                 | 6 147           | 6.9  |       |
| Plaines Wilhems Rivière Noire       | Moonasur Kooraram                            | 6 099           | 6.9  |       |
| Plaines Wilhems Rivière Noire       | Félix Conrad Laventure                       | 5 681           | 6.4  |       |
| Plaines Wilhems Rivière Noire       | Jean Raoul Lamalétie                         | 5 354           | 6.1  |       |
| Plaines Wilhems Rivière Noire       | Amédée Poupard                               | 5 290           | 6.0  |       |
| Plaines Wilhems Rivière Noire       | Jacques Sizefroi Esaïe David                 | 5 069           | 5.7  |       |
| Plaines Wilhems Rivière Noire       | Rechad Ben Noorooya                          | 4 250           | 4.8  |       |
| Plaines Wilhems Rivière Noire       | Marie Eugène Grégoire                        | 397             | 0.4  |       |
| Grand Port - Savanne                | Sookdeo Bissoondoyal                         | 5 612           | 18.7 | élu   |
| Grand Port - Savanne                | Jaynarain Roy                                | 5 174           | 17.3 | élu   |
| Grand Port - Savanne                | Juggurnauth Bedaysee                         | 4 707           | 15.7 | élu   |
| Grand Port - Savanne                | Charles Henri Raymond Hein                   | 3 480           | 11.6 |       |
| Grand Port - Savanne                | Marie Louis Philippe Rozemont                | 2 908           | 9.7  |       |
| Grand Port - Savanne                | Wilfrid L'etang                              | 2 757           | 9.2  |       |
| Grand Port - Savanne                | Mamode Ismael Ghanty                         | 2 629           | 8.8  |       |
| Grand Port - Savanne                | Dayanandsing Ramdin                          | 2 183           | 7.3  |       |
| Grand Port - Savanne                | Louis Antoine Marcel Marrier D'Unienville    | 540             | 1.8  |       |
| Pamplemousses et Rivière du Rempart | Seewoosagur Ramgoolam                        | 5 982           | 23.4 | élu   |
| Pamplemousses et Rivière du Rempart | Harilall Ranchhordas Vaghjee                 | 5 655           | 22.2 | élu   |
| Pamplemousses et Rivière du Rempart | Aunauth Beejadhur                            | 5 118           | 20.1 | élu   |
| Pamplemousses et Rivière du Rempart | Jean Philippe Lagesse                        | 2 846           | 11.2 |       |
| Pamplemousses et Rivière du Rempart | Radhamohun Gujadhur                          | 2 082           | 8.2  |       |
| Pamplemousses et Rivière du Rempart | Donald Francis                               | 1 370           | 5.4  |       |
| Pamplemousses et Rivière du Rempart | Ramawad Sewgobind                            | 1 087           | 4.3  |       |
| Pamplemousses et Rivière du Rempart | Ramsoondar Baboolall                         | 577             | 2.3  |       |
| Pamplemousses et Rivière du Rempart | Ramchundur Goburdhun                         | 405             | 1.6  |       |
| Pamplemousses et Rivière du Rempart | Rampartab Allgoo                             | 397             | 1.6  |       |
| Moka - Flacq                        | Sookdeosing Balgobin                         | 4 737           | 18.2 | élu   |
| Moka - Flacq                        | Bhagwan Gujadhur                             | 4 602           | 17.7 | élu   |
| Moka - Flacq                        | Ramsoomer Balgobin                           | 4 544           | 17.5 | élu   |
| Moka - Flacq                        | Alexis Désire Fernand Leclézio               | 4 472           | 17.2 |       |
| Moka - Flacq                        | Ackbar Gujadhur                              | 3 139           | 12.1 |       |
| Moka - Flacq                        | Ismaël Peeroo                                | 2 600           | 10.0 |       |
| Moka - Flacq                        | Satyadev Salabee                             | 1 929           | 7.4  |       |
| Total                               | Total                                        | 214 168         | 100  |       |
| Source : Commission életorale       |                                              |                 |      |       |